# Fire Maidens from Outer Space
Fire Maidens from Outer Space este un film SF de groază britanic din 1956 regizat de Cy Roth. În rolurile principale joacă actorii Anthony Dexter, Susan Shaw. A avut premiera la 6 septembrie 1956 și a fost distribuit de Eros Films Ltd. în Marea Britanie și de Topaz Film Corp. în Statele Unite (ca Fire Maidens of Outer Space).

## Prezentare
O echipă de astronauți coboară pe un satelit al planetei Jupiter. Oamenii descoperă că acesta este populat cu femei tinere și frumoase care-și caută perechea. Un bătrân le explică exploratorilor povestea grupului precum și care sunt pericolele satelitului.

## Actori
| Actor             | Personaj          |
| ----------------- | ----------------- |
| Anthony Dexter    | Luther Blair      |
| Susan Shaw        | Hestia            |
| Paul Carpenter    | Captain Larson    |
| Jacqueline Curtis | Duessa            |
| Harry Fowler      | Sydney Stanhope   |
| Sydney Tafler     | Dr. Higgins       |
| Rodney Diak       | Anderson          |
| Maya Koumani      | Fire Maiden       |
| Owen Berry        | Prasus            |
| Richard Walter    | Ground Controller |